# DIMA MUSIC
DIMA MUSIC（ディーマ・ミュージック）は、イタリアを本拠地として活動するレコードレーベルである。

## 概要
主に、日本で発売されているコンピレーション・アルバムであるSUPER EUROBEAT（スーパー・ユーロビート）などに収録されているユーロビート楽曲や、ハイパーテクノ等のジャンルの音楽を制作している。本拠地のイタリアの他、タイにもスタジオを所有している。レーベルとしての楽曲第一弾は「MATSURI NIGHT / DREAM FIGHTER BAND（DM001）」。

## 主要プロデューサー・作家
ここでは、DIMA MUSICの公式サイトにて紹介されている人物を中心に紹介する。
DAVIDE DI MARCANTONIO
当レーベルの代表者であり、作曲・作詞家兼シンガーである。1993年より（別のレーベルで）音楽活動を開始し、TIMEやSCP、VIBRATION（同じLED系列のレーベルであるEnergy Revolution、Eurobeat Mastersでも活動していた）での活動を経て、独立。当レーベルを設立した。
NUANCHAN CHANTHAWONGSA
タイ人プロデューサー。DI MARCANTONIOの妻。
MARIO ROSSI
かつてはDAVIDE DI MARCANTONIOと共にVIBRATIONに在籍していた。
SJOERD VERMAAK
主に、マーケティング関係やウェブサイトの管理などを担当している。
ALESSANDRO GILARDI
ユーロビート界で様々な活動歴と実績を持つ作家。別の名義（例：RAVENANT）でも活動。

## 主要アーティスト

### DAVIDE DI MARCANTONIO
- DAVID DIMA
- DREAM FIGHTERS
- DEE DEE（※VIBRATIONレーベルから引継ぎ）

　など

### STEFANIA MARTIN
- STEPHY MARTINI（STEPHY MARTIN、STEPHY）（※かつてはDELTA MUSIC INDUSTRYレーベルに所属）

### それ以外
- MANUEL
- MAX ZERO
- MR.MOOG
- ALEKY
- KRYSTAL
- KATE RUSH
- HEATHER

その他、多数。